# Раунд-Лейк (тауншип, округ Бекер, Миннесота)
Раунд-Лейк (англ. Round Lake) — тауншип в округе Бекер, Миннесота, США. На 2000 год его население составило 157 человек.

## География
По данным Бюро переписи населения США площадь тауншипа составляет 188,0 км², из которых 165,9 км² занимает суша, а 22,0 км² — вода (11,73 %).

## Демография
По данным переписи населения 2000 года здесь находились 157 человек, 66 домохозяйств и 48 семей. Плотность населения —  0,9 чел./км². На территории тауншипа расположена 281 постройка со средней плотностью 1,7 построек на один квадратный километр. Расовый состав населения: 50,96 % белых, 47,13 % коренных американцев, 0,64 % — других рас США и 1,27 % приходится на две или более других рас. Испанцы или латиноамериканцы любой расы составляли 1,91 % от популяции тауншипа.
Из 66 домохозяйств в 19,7 % воспитывались дети до 18 лет, в 63,6 % проживали супружеские пары, в 7,6 % проживали незамужние женщины и в 25,8 % домохозяйств проживали несемейные люди. 25,8 % домохозяйств состояли из одного человека, при том 10,6 % из — одиноких пожилых людей старше 65 лет. Средний размер домохозяйства — 2,38, а семьи — 2,84 человека.
24,8 % населения — младше 18 лет, 3,2 % — в возрасте от 18 до 24 лет, 19,7 % — от 25 до 44, 30,6 % — от 45 до 64, и 21,7 % — старше 65 лет. Средний возраст — 48 лет. На каждые 100 женщин приходилось 98,7 мужчин. На каждые 100 женщин старше 18 приходилось 122,6 мужчин.
Средний годовой доход домохозяйства составлял 23 500 долларов, а средний годовой доход семьи —  34 583 доллара. Средний доход мужчин — 20 250 долларов, в то время как у женщин — 14 167. Доход на душу населения составил 12 996 долларов. За чертой бедности находились 10,6 % семей и 18,1 % всего населения тауншипа, из которых 17,6 % младше 18 и 5,4 % старше 65 лет.